# Table passerelle
 (décembre 2019).
Pour les articles homonymes, voir Table et Passerelle.
Une table passerelle (multi-valued bridge table) est, en informatique décisionnelle (business intelligence), une manière de modéliser une table de faits ayant une relation plusieurs à plusieurs (dite relation N-M) avec une dimension. 

## Contextes d'application
Un exemple classique de relation plusieurs à plusieurs est le cas des diagnostics médicaux : la consultation médicale représente un seul acte, mais plusieurs diagnostics peuvent être posés sur un même patient. 